# Stressor-Detachment-Modell

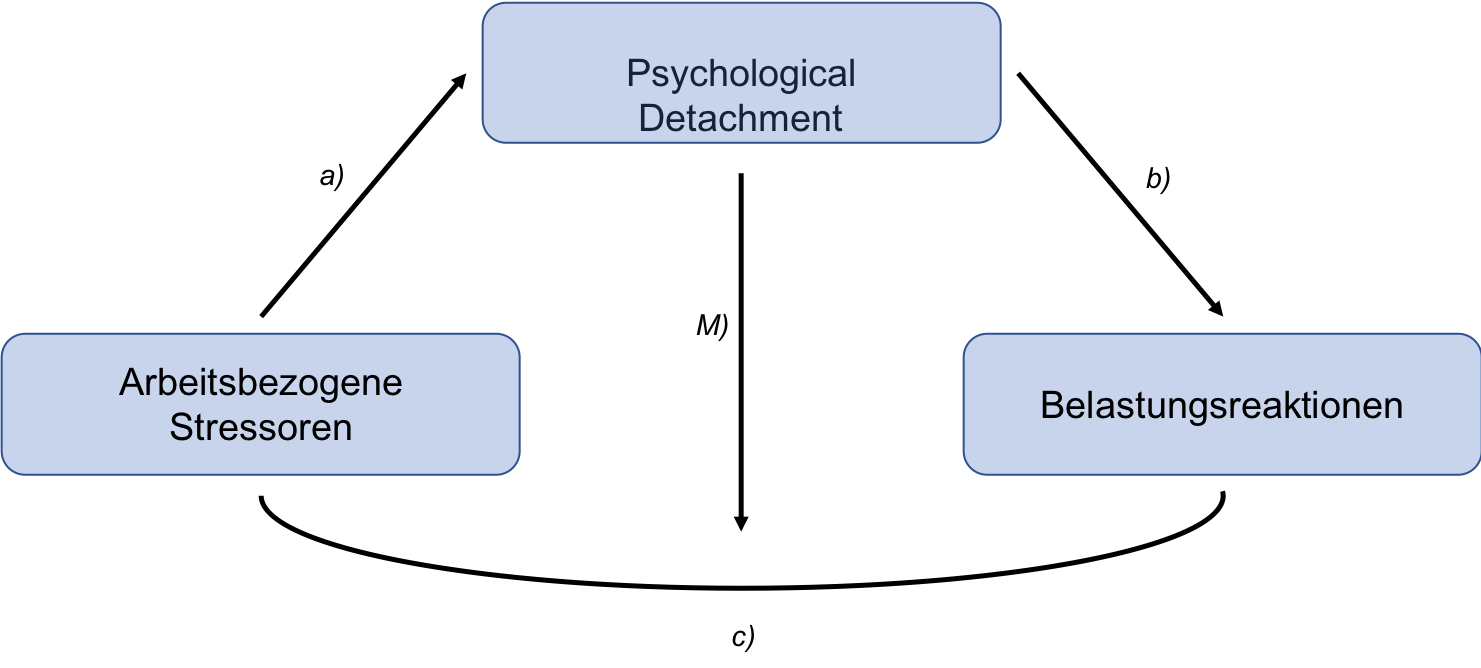
Das Stressor-Detachment-Modell in Anlehnung an Sonnentag & Fritz, 2015

Das Stressor-Detachment-Modell (SDM) wurde von Sabine Sonnentag und Charlotte Fritz 2015 aufgestellt. Es findet Anwendung in der Arbeits- & Organisationspsychologie und beschreibt den Zusammenhang zwischen arbeitsbezogenen Stressoren (engl. job-related stressors) und Belastungsreaktionen, welcher durch das Mentale Distanzieren von der Arbeit (engl. Psychological Detachment) erklärt wird.

## Einführung
Es gibt eine Vielzahl an Studien, die sich mit Erholungserfahrungen im Job-Stress-Kontext befassen. Allerdings gab es bisher kein umfassendes Modell, das sich auf das Psychological Detachment als Erholungserfahrung im Arbeits-Stress-Kontext spezifiziert. Durch die Fokussierung auf psychologische Loslösung als zentrale Erholungserfahrung soll das Stressor-Detachment-Modell dazu beitragen, die psychologischen Mechanismen, die dem Stressor-Belastungs-Prozess zugrunde liegen, besser zu verstehen. Die zentrale Annahme dieses Modells ist, dass Arbeitsstressoren das Abschalten von der Arbeit während der Freizeit erschweren, indem sie die negative Aktivierung erhöhen.  Das Modell besagt also, dass es Personen, die Arbeitsstressoren ausgesetzt sind, schwerer fällt, nach der Arbeit mental abzuschalten, obwohl sie ein besonderes Bedürfnis nach Ablösung und Erholung haben. Ein Zustand gestiegener negativer Aktivierung zeichnet sich dadurch aus, dass es einem Menschen schwerfällt, sich von der Arbeit zu distanzieren. Die Beeinträchtigung der Erholungserfahrung Psychological Detachment führt folglich zu einem kurzfristigen Anstieg der Belastungsreaktionen.

## Definitionen

### Arbeitsbezogene Stressoren
D. C. Ganster und C. C. Rosen definieren Arbeitsstress als einen Prozess, bei dem psychologische Erfahrungen und Anforderungen (Stressoren) kurzfristige und langfristige Veränderungen in der geistigen und körperlichen Gesundheit verursachen. Arbeitsstressoren werden dabei definiert als Merkmale der Arbeitssituation, die mit einer erhöhten Wahrscheinlichkeit bei den meisten Personen eine Stressreaktion auslösen. Zu den zentralen Arbeitsstressoren zählen nach D. Zapf und N. K. Semmer eine hohe Arbeitsbelastung, Zeitdruck, Unsicherheiten, uneindeutige Rollenanforderungen sowie Probleme bezüglich der Arbeitsorganisation. Im täglichen Arbeitsprozess erschweren diese Arbeitsstressoren die Erledigung von Aufgaben und erfordern zusätzliche Anstrengung. Die Konfrontation mit Stressoren am Arbeitsplatz kann dabei zu körperlichen Symptomen oder psychologischen Beeinträchtigungen führen. Zu den unmittelbaren körperlichen Reaktionen zählen beispielsweise eine erhöhte Herzfrequenz und ein erhöhter Blutdruck. Zu typischen psychologischen Reaktionen zählen der Anstieg negativer Affekte, das Ausbleiben von Erholung und die Zunahme an Erschöpfung.

### Psychological Detachment
S. Sonntag et al. verstehen unter Psychological Detachment das Fernhalten von arbeitsbezogenen Aktivitäten sowie die mentale Distanzierung von der Arbeit während der Freizeit. Psychological Detachment bedeutet demnach, dass eine Person nicht nur körperlich den Arbeitsplatz verlässt und keinen weiteren arbeitsbezogenen Aufgaben mehr ausgesetzt ist, sondern auch aus psychologischer Sicht den Arbeitsplatz hinter sich lässt, indem sie aufhört an arbeitsbezogene Probleme und Möglichkeiten zu denken.

### Belastungsreaktionen und Wohlbefinden
Belastungsreaktionen können als Reaktionen eines Individuums auf Stressoren beschrieben werden und umfassen unmittelbare physiologische, sowie psychologische Reaktionen und Verhalten. Belastungsreaktionen können auch dann noch vorhanden sein, wenn der erlebte Stressor entfernt wurde, z. B. wenn man abends zu Hause ist. Wenn Stressoren über einen längeren Zeitraum andauern, können Belastungsreaktionen chronisch werden und zu Beeinträchtigungen der körperlichen und psychischen Gesundheit führen (z. B. Herz-Kreislauf-Erkrankungen und Burnout). Das Erleben von Stressoren kann auch mit einer Abnahme des individuellen Wohlbefindens einhergehen.

### Rolle von Ressourcen
Ein kürzlich erweitertes Modell des SDM besagt, dass die Bindung zwischen Wohlbefinden und Stressoren über Psychological Detachment von Ressourcen moderiert wird. Soziale Unterstützung als eine Arbeitsressource kann negative Effekte von arbeitsbezogenen Stressoren sowie Psychological Detachment vermindern. Dies wiederum kann dazu beitragen, dass das Wohlbefinden der Arbeitnehmer aufrechterhalten wird.

## Relevanz
Insbesondere die positive Wirkung des Psychological Detachment konnte häufig bestätigt werden. Voraussetzung für das Eintreten der positiven Wirkung von Psychological Detachment ist, dass diese Erholungserfahrung überhaupt eintreten kann. Es besteht die Annahme, dass Arbeitsstressoren die Möglichkeit zum Abschalten nach der Arbeit einschränken. So zeigte beispielsweise die Studie von S. Sonntag und C. Fritz 2010 an der über 300 Pastorinnen in der Schweiz teilnahmen, dass eine hohe Arbeitsbelastung mit einem geringen Psychological Detachment nach der Arbeit einhergeht.
Kürzlich zurückliegende Metaanalysen bestätigen die Ergebnisse. So zeigte beispielsweise die Metaanalyse von J. Wendsche & A. Lohmann-Haislah anhand von 86 Veröffentlichungen und 38124 Arbeitnehmern, dass das Psychological Detachment positiv mit Indikatoren für die selbstberichtete psychische Gesundheit und das Wohlbefinden zusammenhängt. Das Psychological Detachment korrelierte dabei im Durchschnitt am stärksten mit der Müdigkeit, der Erschöpfung, dem kurz- und langfristigen Wohlbefinden und dem Schlaf der Mitarbeiter. Darüber hinaus wurde ein durchschnittlich positiver Zusammenhang zwischen Psychological Detachment und dem selbstberichteten Erholungszustand aufgezeigt. Diese Ergebnisse unterstützen die Annahme, dass das Psychological Detachment ein starker Indikator für die psychologische Erholung von der Arbeit während der arbeitsfreien Zeit ist.
Zu ähnlichen Ergebnissen kam auch die Metaanalyse von A. A. Bennet, A. B. Bakker & J. G. Field, wohingegen die Arbeitsanforderungen in hinderliche und herausfordernde differenziert wurde. Hinsichtlich der Ergebnisse wurde ermittelt, dass sowohl herausfordernde als auch hindernde Anforderungen einen positiven Zusammenhang mit Erschöpfung aufweisen, während hindernde Anforderungen einen negativen Zusammenhang mit Vitalität und herausfordernde Anforderungen einen positiven Zusammenhang mit Vitalität aufweisen. Interessant dabei zu beobachten war, dass Herausforderungsanforderungen in einem stärkeren negativen Zusammenhang mit den untersuchten Erholungserfahrungen, darunter auch Psychological Detachment, stehen als Hindernisanforderungen. So nehmen die Autoren an, dass Personen, die ihre Arbeit als positiv herausfordernd wahrnehmen, sich auch der Notwendigkeit von Erholungserfahrungen bewusst sind. Dennoch gilt es laut den Autoren, die Wechselwirkungen der einzelnen Erholungserfahrungen und deren gemeinsamen Einfluss auf das Wohlbefinden, näher zu untersuchen.